# 케리초현

케리초현

케리초현(Kericho County)은 케냐를 구성하는 47개 현 가운데 하나로 현도는 케리초이며 면적은 2,454.5km2, 인구는 752,396명(2009년 기준)이다. 2013년에 실시된 행정 구역 개편에 따라 리프트밸리주에서 분리되어 신설되었다. 서쪽으로는 키수무현과 호마베이현, 북서쪽으로는 난디현, 북쪽으로는 우아신기슈현과 바링고현, 동쪽으로는 나쿠루현, 남쪽으로는 보메트현, 남서쪽으로는 니아미라현과 접한다.

## 같이 보기
- 바링고현
- 보메트현
- 붕고마현
- 카카메가현
- 키시현
- 키수무현
- 나쿠루현
- 난디현
- 우아신기슈현